# 复兴乡 (卓资县)
复兴乡是中华人民共和国内蒙古自治区乌兰察布市卓资县下辖的一个乡。
2012年1月20日，内蒙古自治区人民政府批复同意从旗下营镇划出部分区域，设置复兴乡,辖圪塔、围子、隆胜德、拐角铺、罗家营、新德义、旧德义、上高台8个村，乡人民政府驻拐角铺。

## 行政区划
复兴乡下辖以下村级行政区划单位：
上高台村、圪塔村、拐角铺村、罗家营子村、新德义村、隆胜德村、围子村和旧德义村。